# Reisekatalog
Der Reisekatalog ist im Reiserecht ein Produktkatalog von Reiseveranstaltern, mit denen die an einer Reise interessierten Reisenden über das Reiseziel und über Reiseleistungen informiert werden sollen.

## Allgemeines
Reisekataloge dienen wie alle Kataloge der Entscheidungsfindung und stellen für Reiseveranstalter die wichtigsten Werbemittel dar. Der Urlauber benutzt sie als Informations- und Entscheidungsquelle. Deshalb ist ihre optische Präsentation von größter Bedeutung. Das geschieht einerseits durch Texte, andererseits durch aufwendigen Vierfarbdruck mit Bildern und Landkarten, die durch ihre Anschaulichkeit den Inhalt der Texte unterstreichen und ergänzen. Bilder helfen, die noch fehlende Primärerfahrung des Urlaubserlebnisses durch die Betrachtung der Bilder vorwegzunehmen, weswegen der Bildteil in Reisekatalogen größer als der Textteil ist.

## Inhalt
Reisekataloge beinhalten verschiedene Textsorten, die vor allem dazu dienen, über die verschiedenen Reiseziele zu informieren. Verwendete Textsorten sind das Selbstportrait (der Reiseveranstalter stellt sich und seine Expertise vor), die Reisezielbeschreibung (Klima, Land und Bevölkerung einer Urlaubsregion) oder die Ortsbeschreibung. Diese Textsorten unterliegen der semantischen Aufwertung durch Bezugnahme auf Nicht-Reales („traumhafte Strände“, „zauberhafte Täler“), durch aufwertende Appellative („erstklassiger Komfort“, „Luxus“), durch fremdsprachliche Elemente („Lifestyle“, „Ambiente“) oder durch Bezeichnungswechsel („naturbelassener Sandstrand“, „elegante Architektur“). Euphemismen verdecken zudem tatsächlich vorhandene Mängel oder Nachteile, wobei die Beschreibung der Reiseleistungen eine Gratwanderung zwischen Werbewirkung und Rechtssicherheit vorzunehmen hat.
| Formulierung im Reisekatalog         | tatsächliche Bedeutung                               |
| ------------------------------------ | ---------------------------------------------------- |
| „Meerseite“                          | kein Meerblick                                       |
| „mit Blick zum Meer“                 | Meerblick ist durch Bebauung behindert               |
| „Panoramablick“                      | Meer liegt in der Ferne                              |
| „Familienhotel“                      | Kinderlärm, Badekleidung im Speisesaal               |
| „Unterhaltungsmöglichkeit im Hotel“  | Diskomusik bis zum frühen Morgen                     |
| „naturbelassener Strand“             | fehlende Infrastruktur, Verschmutzungen              |
| „touristisch gut erschlossen“        | dichte Bebauung mit Großhotels                       |
| „sauber und zweckmäßig eingerichtet“ | einfache Ausstattung ohne Komfort                    |
| „verkehrsgünstige Lage“              | Hotel liegt an der Hauptverkehrsstraße, Verkehrslärm |
| „aufstrebender Ferienort“            | unterentwickelte Infrastruktur, Baustellen           |

Vorteilhaft aufgenommene Bilder können diese Euphemismen zusätzlich auch optisch unterstützen, sodass der Reisende im Zweifel weitere Informationen im Reisebüro beschaffen sollte.

## Rechtsfragen
Der Reisekatalog gilt rechtlich – wie alle Produktkataloge – als Aufforderung zur Abgabe eines Angebots. Eine eigenständige Prospekthaftung für die Angaben in Reisekatalogen gibt es nicht. Der Reisekatalog ist im Reiserecht des BGB nicht einmal erwähnt. Vielmehr ist der Reiseveranstalter gemäß § 651d BGB verpflichtet, den Reisenden, bevor dieser seine Vertragserklärung abgibt, nach Maßgabe der sich aus Art. 250 §§ 1-3 EGBGB ergebenden Informationen nebst Formblatt (Art. 253, Anlage 11 EGBGB) zu unterrichten. Danach sind die Informationen klar, verständlich und in hervorgehobener Weise mitzuteilen; werden sie schriftlich erteilt, müssen sie leserlich sein. Das gilt auch für die im Katalog enthaltenen Allgemeinen Reisebedingungen. Die Reisepreise sind häufig in einem separaten, dem Katalog beiliegenden Heft aufgelistet. Das hat für die Reiseveranstalter den Vorteil, dass sie diese weniger aufwändig gestaltete Preisliste kurzfristiger erstellen können, sodass die Preise noch kurzfristig änderbar sind.
Ein Reisevertrag kommt erst zustande, wenn der Reisende den im Reisekatalog vorgedruckten Auftrag unterzeichnet (Angebot) und der Reiseveranstalter diesen durch die Reisebestätigung annimmt. Der Reisekatalog stellt rechtlich eine Leistungsbeschreibung dar, die hierin gemachten Angaben werden gemäß § 651d Abs. 3 BGB Inhalt des Reisevertrags. Die Pauschalreise ist frei von Reisemängeln, wenn sie die vereinbarte Beschaffenheit hat (§ 651i Abs. 2 BGB). Vereinbarte Beschaffenheit ist vor allem die im Reisekatalog abgegebene Leistungsbeschreibung.

## International
Da in Österreich die Richtlinie (EU) 2015/2302 (Pauschalreiserichtlinie) wie in Deutschland übernommen wurde, ist auch hier der Reisekatalog der Maßstab für den späteren Reiseverlauf, der von den Katalogangaben nicht negativ abweichen darf. In der Schweiz ist der Pauschalreisevertrag ein Nominatvertrag, der außerhalb des Obligationenrechts im Bundesgesetz über Pauschalreisen vom 18. Juni 1993 (PRG) geregelt ist. Es erlegt dem Reiseveranstalter umfassende Informationspflichten auf (Art. 4, 5 PRG), die vor allem durch den Reisekatalog erfüllt werden können.
Im Common Law ist der Reisevertrag (englisch travel contract) für den Sektor der Pauschalreise (englisch package tour) durch Regulation 4 der Package Travel, Package Holidays and Package Tour Regulations 1992 (PTR) geregelt. Hiernach ist der Reiseprospekt (englisch travel brochure) eine Broschüre, in welcher Pauschalreisen zum Verkauf angeboten werden (Reg. 2 (1) PTR). Hierdurch werden die Angaben im Reiseprospekt gemäß Reg. 6 (1) PTR zur konkludenten Mängelhaftung (englisch implied warranties) des Reisevertrages, was dem Verbraucher ein Vorgehen wegen unzutreffender Angaben (englisch misrepresentation) oder Vertragsverletzung (englisch breach of contract) ermöglicht. Eine weitere Haftung der Reiseveranstalter ergibt sich zudem aus dem Verhaltenskodex (englisch code of conduct), den der Interessenverband britischer Reiseveranstalter ABTA ausgehandelt hat.